# Enterosora trifurcata
Enterosora trifurcata är en stensöteväxtart som först beskrevs av Carolus Linnaeus, och fick sitt nu gällande namn av Luther Earl Bishop. Enterosora trifurcata ingår i släktet Enterosora och familjen Polypodiaceae. Inga underarter finns listade.